# Rudolf Friedrich
Rudolf Friedrich (Winterthur, Cantón de Zúrich, Suiza, 4 de julio de 1923 – ibíd., 15 de octubre de 2013) fue un político, abogado suizo y miembro del Consejo Federal suizo (1982–1984). Ocupó el puesto en el Consejo Federal de Suiza del 8 de diciembre de 1982 al 20 de octubre de 1984. Durante su mandato ocupó el cargo del Departamento Federal de Justicia y Policía.

## Estudios y carrera
Efectuó sus estudios básicos en Winterthur y los universitarios de economía y derecho en la Universidad de Zúrich.
De 1962 a 1975, fue miembro del Partido Radical Democrático del Concejo municipal de Winterthur. De 1967 a 1977, fue miembro del Gran Consejo del Cantón de Zúrich. De 1975 a 1982, formó parte del Consejo Nacional hasta su elección al Consejo Federal. Como parlamentario, presidió el Comité de Asuntos Militares.

## Consejero federal
Dirige el Departamento Federal de Justicia y Policía del 1 de enero de 1983 al 20 de octubre de 1984, donde moderniza el derecho matrimonial. Cerró la agencia de noticias soviética  Novosti acusada de interferir en los asuntos suizos. Una ley para limitar las compras de tierras por parte de extranjeros lleva su nombre, la "Lex Friedrich", con vistas a fortalecer el federalismo y se enfrenta al problema del asilo. Dejó el gobierno menos de dos años después de su elección por razones de salud.

## Retiro
Después de su retiro, se comprometió firmemente con la adhesión de Suiza a las Naciones Unidas y era uno de los partidarios de la pertenencia a la  UE. Ya abogaba por la adhesión de Suiza a la Comunidad Económica Europea en la década de 1950 en un periódico local.